# Independence War 2: Edge of Chaos
Independence War 2: Edge of Chaos ist eine Weltraum-Flugsimulation von Particle Systems für Windows. Sie erschien im November 2001 über Atari SA. Es ist die Fortsetzung zu I-War: Rebellion im Universum.

## Handlung
Independence War 2 spielt 100 Jahre nach dem Vorgänger. Die Zentralregierung hat einen großen Teil ihres Einflusses an Großkonzerne verloren, die den Bewohnern der Kolonien ihre Bedingungen aufzwingen und sie weitgehend wie Arbeitssklaven behandeln. Cal Johnston wächst in den Badlands, einem von der Erde weit entfernten Siedlungsgebiet, auf. Sein Vater ist Minenarbeiter und begehrt gegen die Unterdrückung durch die Großkonzerne auf, weshalb er ermordet wird. Der zwölfjährige Cal schwört dem Mörder seines Vaters, Konzernchef Caleb Maas, Rache, wird von diesem aber überrascht und landet im Gefängnis. Erst 15 Jahre später gelingt ihm die Flucht und er macht sich auf, den Mörder zu jagen. Er wird Pirat, um sich nach und nach die nötigen Mittel für den Kampf gegen den Mörder seines Vaters zu verdienen. Ausgangspunkt seine Streifzüge ist eine versteckte Piratenbasis seiner Großmutter im Effrit-Sternennebel.

## Spielprinzip
Wie im Vorgänger steuert der Spieler sein Fluggefährt durch den Weltraum und liefert sich Fluggefechte mit computergesteuerten Raumschiffen. Dabei stehen auch diesmal wieder größere Schiffe zur Auswahl und das Flugverhalten wird wie auch im Vorgänger von Masseträgheit und einer Simulation der Newtonsche Gesetze bestimmt, d. h. Geschwindigkeit und Flugrichtung werden erst durch den Einsatz eines entsprechenden (Gegen-)Schubausstoßes beeinflusst.
Anders als im Vorgänger fällt die Notwendigkeit zum Wechsel zwischen den Schiffsstationen für die unterschiedlichen Aktionstypen weg. Stattdessen gibt es ein einheitliches Interface für alle Aufgaben das Schiff betreffend. Auch hangelt sich der Spieler nicht mehr an einem vorgegebenen Missionsverlauf entlang, sondern kann ähnlich wie in Elite und Privateer 16 Sternensysteme frei erkunden und Nebentätigkeiten (hauptsächlich Piraterie) nachgehen. Die Handlung des Spiels teilt sich in 50 Hauptmissionen auf.
Die Reise über größere Distanzen ist mit einem Hyperantrieb, dem sogenannten LDS (linear-displacement drive system), möglich. Das Speichern des Spielstandes ist allerdings nur bei Zwischenstopp in der eigenen Basis möglich, wo auch die erbeuteten Schiffsladungen veräußert und in Waffen, Schiffsausbauten oder neue Schiffstypen investiert werden kann.
Im Mehrspieler-Modus über LAN, TCP/IP oder Gamespy Arcade stehen mit Deathmatch, Team Deathmatch, Capture the Flag und Bomb Tag vier Modi zur Auswahl. Im Modus Bomb Tag trägt ein Spieler eine Bombe an Bord seines Schiffes, mit der er seine Gegenspieler versuchen muss zu zerstören. Die Gegenspieler versuchen den Bombenträger wiederum rechtzeitig abzuschießen und im Anschluss selbst die dadurch freigegebene Bombe zu übernehmen, um in die Rolle des neuen Bombenträgers zu schlüpfen.

## Entwicklung
Anfang Juni wurde die Fertigstellung der Entwicklungsarbeiten bekannt gegeben.
Im Dezember 2001 veröffentlichte Atari eine kostenlose Modifikation, die den Spieler auch nach Abschluss der Haupthandlung weiterspielen lässt.
Am 6. Juli 2010 veröffentlichte GOG.com das Spiel erneut digital.
Am 22. September 2022 wurde ein Fan-Patch veröffentlicht, der Abstürze und Missionsfehler des Spiels behebt.

## Rezeption
Das Spiel erhielt mehrheitlich positive Kritiken (Metacritic: 83 %).

“Independance War 2 is easily the best space sim since Freespace 2, and in several ways it exceeds that game. Particle Systems has successfully created the type of game that fans of the genre have been waiting for years to play.”

„Independance War 2 ist sicherlich die beste Weltraumsimulation seit Freespace 2 und übertrifft letzteres sogar in einigen Punkten. Particle Systems hat erfolgreich die Art von Spiel geschaffen, auf das Genrefans seit Jahren gewartet haben.“

“The closest thing we’ve had to Elite or Privateer in a long time.”

„Das Spiel, das Elite oder Privateer seit langem am nächsten kommt.“